# Savez komunista Jugoslavije
Savez komunista Jugoslavije (skraćeno: SKJ, ćir. СКЈ; srp. Савез комуниста Југославије, slv. Zveza komunistov Jugoslavije, mak. Сојуз на комунистите на Југославија), do 1952. Komunistička partija Jugoslavije (skraćeno: KPJ, ćir. КПЈ), bila je komunistička politička stranka koja je vladala Socijalističkom Federativnom Republikom Jugoslavijom.
U okviru raskola na komuniste i socijaldemokrate, do kojeg dolazi u radničkim strankama Europe nakon Listopadske revolucije, i u netom formiranoj Kraljevini Srba, Hrvata i Slovenaca dolazi do ujedinjenja lijevih socijaldemokrata, nekih anarhističkih i drugih grupa u stranku opredjeljenju za klasnu borbu, uspostavu diktature proletarijata i vlast sovjeta. Nova stranka je utemeljena na Kongresu ujedinjenja radničkih stranaka u Beogradu 20. – 23. travnja 1919. pod imenom Socijalistička radnička partija Jugoslavije (komunista). Imala je za program beskompromisnu klasnu borbu i jugoslavenski integralizam, a to nisu prihvatile sve socijaldemokratske, socijalističke i radničke stranke na prostoru Kraljevstva Srba, Hrvata i Slovenaca.

## Povijest
Na Drugom kongresu SRPJ (k), u Vukovaru 20. – 25. lipnja 1920., partija mijenja ime u Komunistička partija Jugoslavije. Tek je na ovomu kongresu partiji formalno pristupio lijevi dio slovenskih socijaldemokrata, sa svojom Radničkom socijalističkom strankom za Sloveniju (slov. Delavska socialistična stranka za Slovenijo).
Već donošenjem Obznane, 30. prosinca 1920., komunistička promidžba stavljena je izvan zakona, dok je rad partije bitno otežan. Nakon donošenja Ustava 1921., za koji izabrani predstavnici KPJ nisu glasovali, donosi se i Zakon o zaštiti države kojim se stranci u potpunosti zabranjuje rad, a njezini se zastupnici utamničuju. Manji dio članova odlučuje se na obnovu djelovanja u ilegali.
KPJ je osnovana kao nacionalna sekcija Kominterne, i u svemu je bila potčinjena toj izrazito centraliziranoj organizaciji sa sjedištem u Moskvi, kao uostalom i sve druge nacionalne komunističke partije toga doba. Pod utjecajem Kominterne, sredinom 1920.-ih godina KPJ umjesto dotadašnje jugounitarističke politike (gdje je KPJ u Jugoslaviji vidjela jedan narod, koji treba živjeti u jedinstvenoj državi) odjednom počela zagovarati “pravo naroda na samoopredjeljenje” i priznavati da Hrvati i drugi narodi postoje, i da imaju prava. Prema procjeni Kominterne početkom velike depresije 1929. godine su jugoslavenski komunisti pokušali u Jugoslaviji podići proletersku revoluciju, što je rezultiralo potpunim rasapom KPJ i odlaskom nekoliko stotina komunista u zatvore.
KPJ je pozvala narod da se oružano suprostavi diktaturi. Prva polovica 1929.. godine bila je obilježena serijom oružanih okršaja između komunista i policije. Malobrojni komunisti su uzalud pokušavali pokrenuti mase na "oružani ustanak" putem izoliranih uličnih borbi. Ova taktika KPJ je izazvala neizbježne odmazde jugoslavenske policije, tijekom kojih su ubijeni i uhićeni mnogi vođe komunista. Sektaški sukobi dodatno su potresali KPJ, radikalizirajući revolucionarno lijevo krilo ka "čišćenju partije od svih oportunističkih otpadnika".
Vlada generala Petra Živkovića poslije ovog poziva je krenula je uništiti KPJ svim sredstvima. U to vrijeme, mnogi od "instruktora" poslanih iz Moskve su glavom bez obzira napustili Jugoslaviju, uključujući i glavnog među njima, Gorkića, koji je bio ideolog. U oružanim borbama sa policijom ubijeni su Đuro Đaković, politički sekretar KPJ, Nikola Hećimović, sekretrar Crvene pomoći, kao i članovi CK KPJ Marko Mašanović, Rista Samardžić, Božo Vidas Vuk, Bracan Bracanović i sedam uzastopnih sekretara SKOJ-a.
Na prvom sastanku Politbiroa 26.-27. srpnja 1930., Filipović je iznio "otrježnjujući izveštaj". Partijski aparat je bio toliko stradao da više nisu postojali kanali komunikacije sa regionalnim rukovodstvima. Srpnja 1930. godine Kominterna je iznijela da je slogan o "oružanom ustanku" bio potpuno pogrešno shvaćen u Jugoslaviji. Fokus je stavljen na organizaciju ilegalnih sindikata, dok su oni koji zahtijevaju trenutni oružani ustanak proglašeni teroristima u partijskom tisku.
U travnju 1932. godine Kominterna je isključila Antuna Mavraka iz KPJ. 1932. godine i Filipović je smijenjen, a Kominterna je na čelo privremenog rukovodstva KPJ postavila Josipa Čižinskog.
Do sredine 1932. godine, samo pred Državnim sudom za zaštitu države održana su 83 sudska procesa protiv komunista. Na kaznu zatvora od 15 godina osuđeni su između ostalih: Josip Kraš, Đuro Pucar, Ivan Milutinović, Otokar Keršovani, Edvard Kardelj, Jovan Veselinov, Aleksandar Ranković, Boris Kidrič i ostali.
U periodu oružanog otpora i represije, broj članova partije je nastavio drastično opadati, na svega 400 aktivnih članova krajem 1929. godine, odnosno na 200 članova do 1932.
Međutim, u otporu diktaturi, komunisti su na kraju tog desetljeća izrasli u čvrsto organiziranu partiju, koja je imala „strogi kodeks vrijednosti i ponašanja“ u čijoj su srži bili spremnost na žrtve i unutrašnja solidarnost.
U okviru KPJ su nakon početka rješavanja nacionalnog pitanja bile osnovane:
| Stranka                                  | Osnivačka skupština     |
| ---------------------------------------- | ----------------------- |
| Komunistička stranka Slovenije           | 17. i 18. travnja 1937. |
| Komunistička stranka Hrvatske            | 1. i 2. kolovoza 1937.  |
| Komunistička partija Makedonije          | 19. ožujka 1943.        |
| Komunistička partija Srbije              | 8. – 12. svibnja 1945.  |
| Komunistička partija Crne Gore           | 4. – 8. listopada 1948. |
| Komunistička partija Bosne i Hercegovine | 1. – 5. studenoga 1948. |

### Drugi svjetski rat
U II. svjetskom ratu KPJ je stala na čelo uspješnog otpora protiv okupatora, te je uz vojnu potporu Sovjetskog saveza i sukladno dogovoru SSSR-a sa zapadnim saveznicima od 1945. godine čvrsto uzela u ruke vlast nad Jugoslavijom i uspostavila diktaturu proletarijata, totalitarni sustav koji je trajao sve do kraja šezdesetih godina 20. stoljeća.
Prvih dana svibnja 1941. godine u Zagrebu je održano partijsko savjetovanje na kome je Centralni komitet Komunističke partije Jugoslavije ocijenio da su unutrašnji događaji nametnuli da se na širem forumu partijskog aktiva razmotre ožujski i travanjski događaji i donesu odgovarajuće odluke za pripreme za oružani ustanak protiv okupacije.
Na sjednici Politbiro CK KPJ održanoj 4. srpnja 1941. godine u vili Vladislava Ribnikara u Beogradu, odlučeno je da se od sabotaža i diverzija prijeđe na opći ustanak; da partizanski rat bude osnovna forma razvijanja ustanka. Na sastanku su prisustvovali: Josip Broz Tito, Aleksandar Ranković, Milovan Đilas, Svetozar Vukmanović Tempo i Ivo Lola Ribar. Na tom sastanku oformljen je Glavni štab partizanskih odreda Jugosavije u koji je ušlo prvenstveno najuže rukovodstvo Politbiroa.

### Savez komunista Jugoslavije
Godine 1948. dolazi KPJ u teški sukob s drugim komunističkim partijama na čelu s Komunističkom partijom Sovjetskog saveza: izgleda da je okidač sukobu bilo samovoljno jugoslavensko podržavanje komunista u Grčkom građanskom ratu. Naime je SSSR bio u podjeli interesnih sfera u Europi krajem Drugog svjetskog rata prepustio Grčku utjecaju Velike Britanije. Napetost sa SSSR-om, koja je bila na granici oružane intervencije komunističkih zemalja u Jugoslaviji, prouzročila je progon protiv članova KPJ koji su iskazivali privrženost šefu KPSS Staljinu. Inače su se do 1948. godine Staljinove slike nalazile nalazila na zidu svake javne ustanove u Jugoslaviji, u istoj razini sa slikama Josipa Broza Tita. Vrlo brutalni zatvor za tzv. "informbiroovce" ("popularno" se te odbačene članove KPJ nazivalo prema skraćenom imenu međunarodne asocijacije komunističkih partija iz koje je KPJ bila izbačena 1948.: "Informativni biro") bio je na Golom otoku.
Radi dokazivanja komunističke "pravovjernosti", KPJ godine 1949. pokreće opću kolektivizaciju sela, po ruskom zadružnom (kolhoznom) sustavu. Kolektivizacija je dala iznimno loše rezultate, te su zadruge - koje su u nekoliko godina teško degradirale život sela u pretežno poljoprivrednoj ekonomiji Jugoslavije - raspuštene 1953. Baš u to vrijeme Jugoslavija dobiva ozbilju pomoć od Sjedinjenih Američkih Država, koje nastoje podržati komunistički režim neposlušan Sovjetskom Savezu, ali i značajni ekonomski poticaj u vidu ratnih reparacija od Njemačke i Italije; što sve zajedno pridonosi znatnom rastu industrijske proizvodnje u državi.
U 1955. godini dolazi do pomirenja između KPJ i KPSS - kojem je na čelu sada Nikita Hruščov. Jugoslavija ipak zadržava stanovitu distancu od sovjetskog bloka, te nastavlja funkcionirati kao neutralni most između komunističkog istoka i demokratskog zapada Europe. Zahvaljujući takvom položaju, osiguravaju se unosni poslovi s oba ta vojna i ekonomska bloka, koji pomažu gospodarstvu Jugoslavije; to gospodarstvo u cjelini ipak ostaje relativno neuspješno, te iz desetljeća u desetljeće u rezultatima zaostaje za gospodarstvima usporedivih zemalja poput Grčke ili Španjolske. Privredna reforma 1964. godine, koja u zemlju donekle vraća elemente tržišne ekonomije, gdje se nakon dvadesetak godina omogućilo seljacima da kupuju umjetno gnojivo i traktore, te omogućilo osnivanje malih obrta, dala je zadovoljavajuće rezultate nekoliko godina, dok preostala ograničenja (ostao je seljacima propisan tzv. "agrarni maksimum" od skromnih 10 hektara zemlje, obrtnici su mogli zaposliti samo mali broj radnika i nisu smjeli obavljati mnoge djelatnosti - tako npr. nisu mogli otvarati dućane) nisu zakočila daljnji razvoj gospodarstva, pretežno sastavljenog od neadekvatno organiziranih i nedovoljno produktivnih socijalističkih poduzeća zaštićenih snažnom državnom intervencijom. Potrebe prilično narasle (i često neefikasne) industrije nije se više moglo financirati novcem dislociranim iz poljoprivredne proizvodnje, te počinje znatnije zaduživanje na međunarodnom financijskom tržištu. "Devizne doznake" sve većeg broja ekonomskih emigranata koji dobivaju slobodu otići na rad u Njemačku, Francusku i druge razvijenije zemlje Europe (do 1960.- ih godina, napuštanje državnog teritorija se sprječavalo grubom silom i kažnjavalo kao kriminal), te brzi rast turizma na Jadranu samo donekle poboljšavaju situaciju. S početkom 1980-ih Jugoslavija više ne uspijeva uredno podmirivati državni dug, u zemlji nastaju ozbiljne nestašice (struje, kave, benzina, higijenske vate, jestivog ulja, deterdženata za rublje) te nakon smrti Josipa Broza Tita 1980. godina iz godine u godinu slabi politička kohezija države.
Osnivaju se Savez komunista Kosova i Savez komunista Vojvodine, koji djeluju u sklopu Saveza komunista Srbije, kao »samostalne organizacije u jedinstvenom Savezu komunista Jugoslavije«.
U pokušaju razrješavanja međunacionalnih odnosa u Jugoslaviji, KPJ je istodobno s dolaskom na vlast transformirala tu zemlju u federaciju.
U siječnju 1990. godine, nakon 14. izvanrednog kongresa, SKJ se politički raspao po nacionalnim linijama i formalno je prestao postojati.  
Federalizam kakav su u Jugoslaviji ustrojili komunisti nije pretvorio Jugoslaviju u održivu državnu zajednicu koja bi mogla nastaviti funkcionirati nakon prestanka komunističke vladavine: čim je prestala vlast komunističke partije 1990.- ih godina (tada pod nazivom SKJ: "Savez komunista Jugoslavije"), napetosti između najbrojnijih Srba s jedne strane, te svih drugih naroda u Jugoslaviji s druge strane dovele su do raspada te države popraćenog serijom ratova (Rat u Sloveniji 1991.; Domovinski rat 1991. – 1995.; Rat u Bosni i Hercegovini 1991. – 1995. u čijem sklopu se odigrao i Bošnjačko-hrvatski sukob 1992. – 1994.; albansko - srpski Rat na Kosovu 1996. – 1999.; naposljetku albansko - makedonski Rat u Makedoniji 2001.).
Republičke sastavnice KPJ nastavile su djelovati kao političke stranke, te su redom uspjele zadržati značajan utjecaj na političkoj sceni: tako je pravni sljednik komunističke partije u Hrvatskoj današnji SDP (vodeća stranka u vladajućoj koaliciji u Hrvatskoj, 2014. god.), a u Srbiji SPS (važan član vladajuće koalicije u Srbiji, 2014.).

## Vanjske poveznice
- Open society archives  Arhivirana inačica izvorne stranice od 11. travnja 2008. (Wayback Machine) SKJ